# تتراکیس (استونیتریل) مس (I) هگزافلوئوروفسفات
تتراکیس (استونیتریل) مس(I) هگزافلوئوروفسفات (به انگلیسی: Tetrakis(acetonitrile)copper(I) hexafluorophosphate) با فرمول شیمیایی [Cu(CH۳CN)۴]PF۶ یک ترکیب شیمیایی است. که جرم مولی آن ۳۷۲٫۷۱۹۸ g/mol می‌باشد. شکل ظاهری این ترکیب، پودر سفید است.